# Mandjelia wyandotte
Mandjelia wyandotte là một loài nhện trong họ Barychelidae. Loài này phân bố ờ Queensland.